# Igreja Matriz do Bogalhal
A Igreja Matriz do Bogalhal, Igreja Paroquial do Bogalhal ou Igreja de São Miguel Arcanjo, situa-se no Largo da Igreja, na povoação e freguesia de Bogalhal, no Município de Pinhel.
É de estilo românico, estando a torre sineira colocada na fachada.
No seu interior pode-se destacar a pia baptismal (colocada sob um arco ogival), e a imagem da antiga capela de Porto de Vide. Na fachada lateral da Igreja observa-se uma placa onde se lê:
"Reconstruída em 1993, sendo Pároco o Rev. Pe. Carlos Lourenço, graças ao esforço do povo desta terra e à generosidade de descendentes e amigos. Inaugurada a 26-9-93, por sua Ex.cia Rev.ma D. António dos Santos, Bispo da Guarda."